# Diasemia disjectalis
Diasemia disjectalis là một loài bướm đêm trong họ Crambidae.